# .ax
.ax是芬兰奥兰自治区自2006年启用的国家和地区顶级域名（ccTLD）的域名。之前大多数的奥兰网站使用.aland.fi域名。
2006年2月17日，芬兰议会通过法律改定，加.ax頂級域。计划在三年之内把aland.fi改到.ax。新域名不能注册在aland.fi下面，现存的aland.fi域名会全部改为.ax。 同年3月17日，芬兰总统塔里娅·哈洛宁签署这个法律，3月27日生效。

## 外部連結
- IANA .ax whois information（页面存档备份，存于）